# 张光军
张光军（1968年2月—），男，汉族，重庆人，中华人民共和国政治人物。

## 简历
1987年9月至1991年7月就读于哈尔滨工业大学无线电工程系。1991年7月至2018年9月在中国工程物理研究院工作。
2018年9月30日至2020年4月29日出任广东省人民政府副省长、党组成员。

### 中组部
2020年4月担任中共中央组织部部务委员兼干部二局局长。
2023年2月升任中共中央组织部副部长，并继续兼任干部二局局长。3月起不再兼任干部二局局长。